# Look Around (Apple)
Look Around（ルック・アラウンド）は、 周囲の景色を360度見渡すAppleのマップの機能である。範囲内を自由に移動したり、スムーズに進んだりすることができる。Look Aroundは、2019年6月に開催されたApple Worldwide Developers Conference（WWDC）でiOS 13の機能として紹介された。2019年9月19日にiOS 13の機能として一般リリースされた。

## 背景

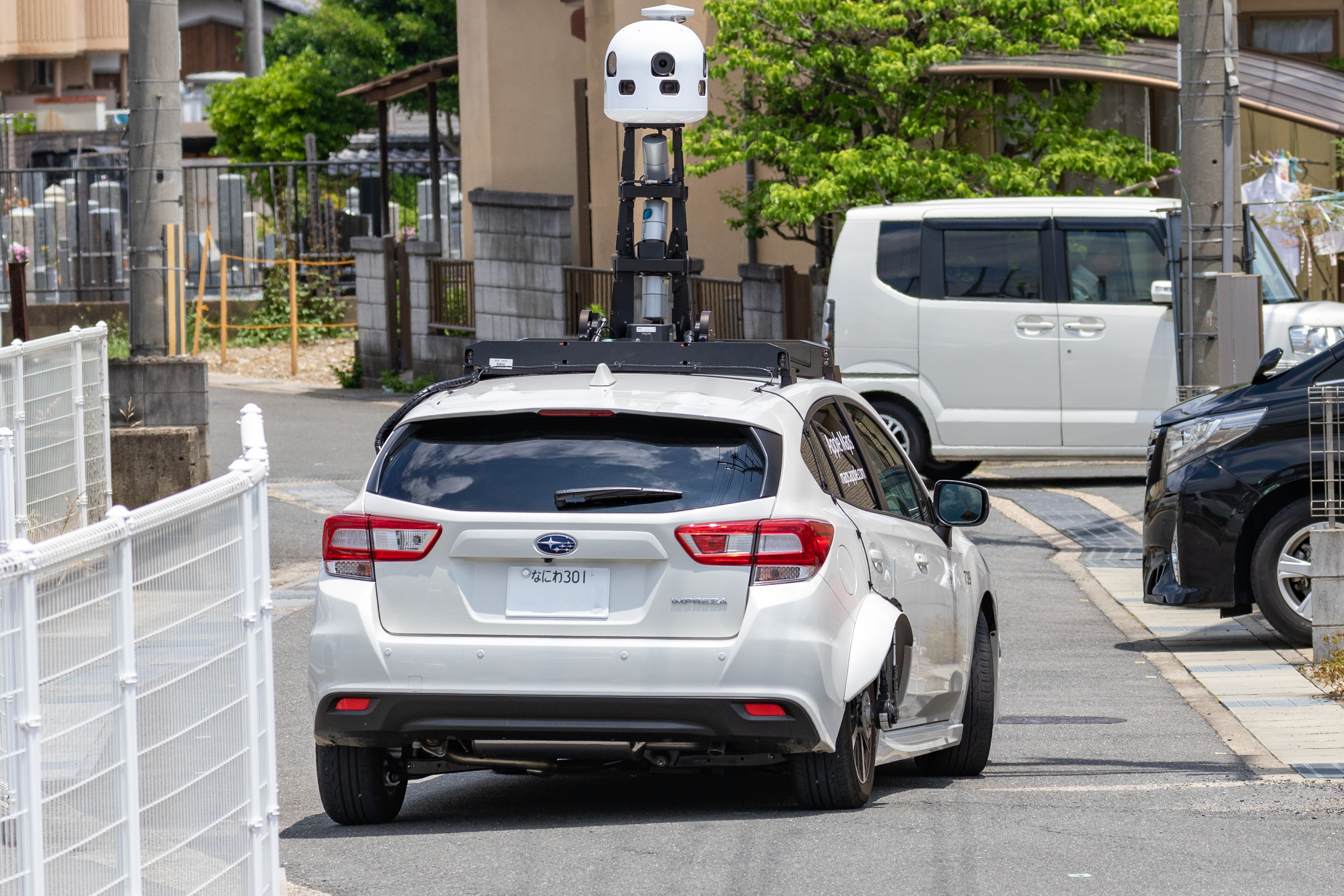
京都府長岡京市を走るAppleマップ車両（2019年6月9日）

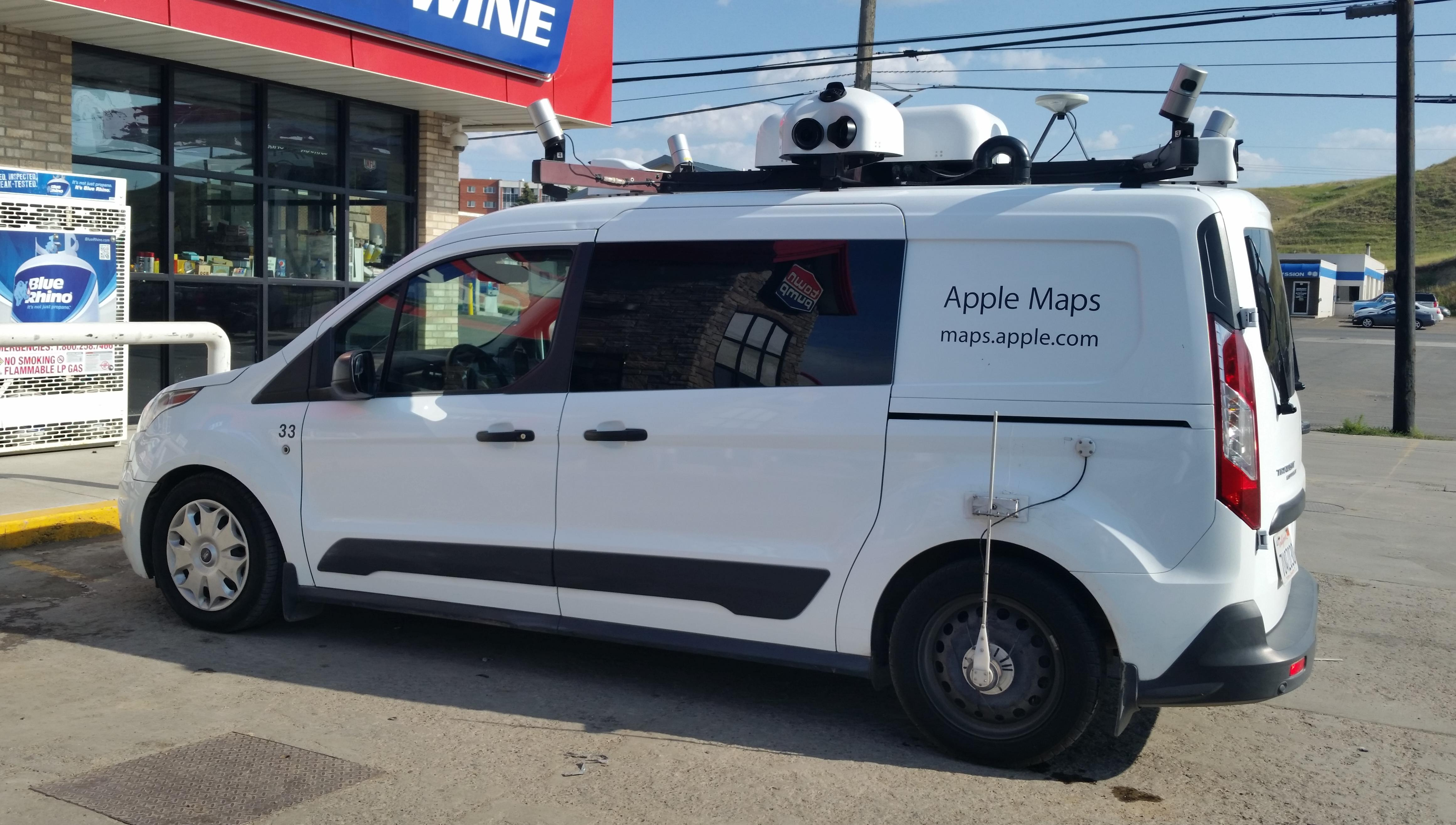
ハバー (モンタナ州)を走るAppleマップバン（2018年7月）

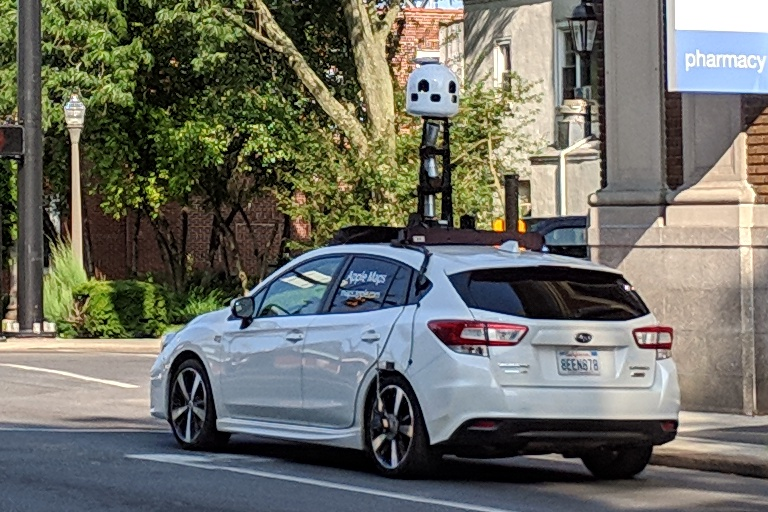
フィラデルフィアを走るAppleマップ車両（2019年6月）

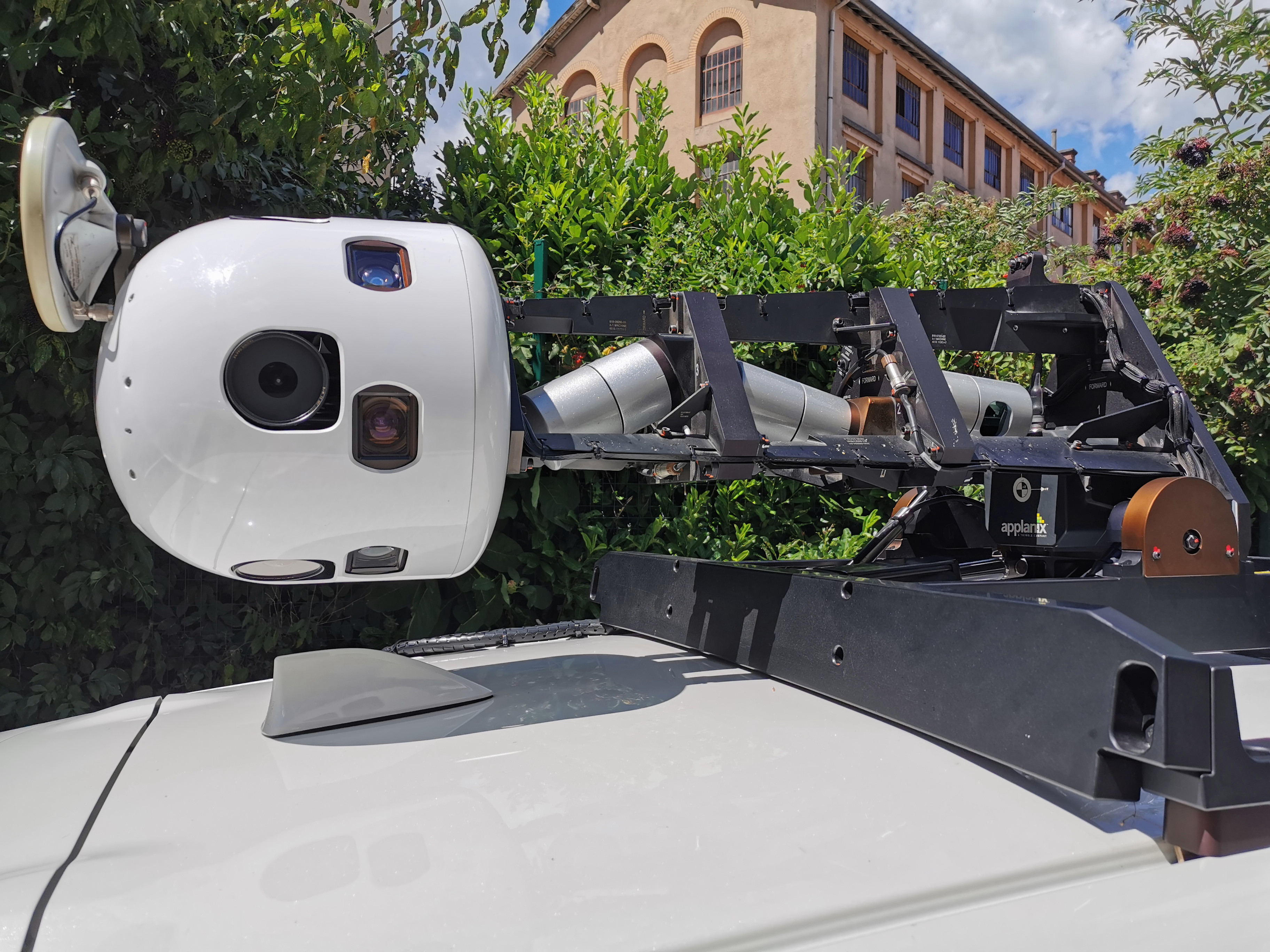
Appleマップのカメラ（2020年6月 グルノーブル、フランス）

2015年初頭、12台のカメラとLIDARセンサーを搭載したApple所有の車両がアメリカ合衆国各地で目撃された。2015年6月、Appleのウェブサイト上で、車両はマップを改善するためにデータを収集していると述べていた。また、顔やナンバープレートを認識できないようにすることでプライバシーを確保していると主張していた。2018年にAppleはマップを再構築し、微細化することを確認し、最初の成果はカリフォルニア州でロールアウトされた。
2019年5月、Appleはカナダでマップのデータ収集を開始する計画を発表した。
2020年6月22日に開催されたWWDCでは、微細化されたマップが同年後半にアイルランド、イギリス、カナダで利用できることを発表した。
2020年8月5日にマップは日本向けに大幅な改良をし、より精細な地図が表示されるようになり、米国外で初となるLook Aroundも東京都、大阪府、京都府、名古屋市と各周辺地域で利用可能になった。
2020年12月、香川県、広島県、福岡県の一部分でそれぞれ利用可能になった。また、カナダで微細化されたマップが公開され、同時にバンクーバー、トロントなど一部地域でLook Aroundが利用可能になった。

## 導入時期
| 順 | リリース時     | 地域 |
| -- | -------------- | --- |
| 1  | 2019年9月19日  | ラスベガス 、 オアフ島 、 サンフランシスコ・ベイエリア 、 サンタクルーズ |
| 2  | 2019年9月30日  | ロサンゼルス 、 ニューヨーク |
| 3  | 2019年11月18日 | ヒューストン |
| 4  | 2020年2月19日  | ボストン 、 フィラデルフィア 、 ワシントンD.C. |
| 5  | 2020年4月20日  | シカゴ |
| 6  | 2020年6月29日  | シアトル |
| 7  | 2020年8月5日   | 東京都、名古屋市、大阪府、京都市（各周辺地域） |
| 8  | 2020年10月1日  | ロンドン、エディンバラ ダブリン |
| 9  | 2020年10月7日  | フェニックス |
| 10 | 2020年12月4日  | 福岡、広島、高松 |
| 11 | 2020年12月10日 | アルバータ州、ブリティッシュコロンビア州、マニトバ州、ニューブランズウィック州、ニューファンドランド・ラブラドール州、ノバスコシア州、オンタリオ州、プリンスエドワード島、ケベック州、サスカチュワン州 |
| 12 | 2020年12月16日 | デンバー、デトロイト、マイアミ |
| 13 | 2021年         | 中華民国 |

## 範囲
| 国           | 地域 |
| ------------ | --- |
| アイルランド | ダブリン |
| アメリカ     | ボストン、シカゴ、デンバー、デトロイト、ヒューストン、ラスベガス、ロサンゼルス、マイアミ、ニューヨーク、オアフ、フィラデルフィア、フェニックス、サンフランシスコ・ベイエリア、サンタクルーズ、シアトル、ワシントンD.C. |
| イギリス     | エディンバラ、ロンドン |
| カナダ       | アルバータ州、ブリティッシュコロンビア州、マニトバ州、ニューブランズウィック州、ニューファンドランド・ラブラドール州、ノバスコシア州、オンタリオ州、プリンスエドワード島、ケベック州、サスカチュワン州                 |
| 日本         | 福岡、広島、京都、名古屋、大阪府、高松、東京都 |

## 画像収集
2020年現在、Appleの車両は以下の国を通過、または通過する予定である。  
| 国             | 地域 |
| -------------- | --- |
| アンドラ       | アンドラ |
| オーストラリア | アデレード、オーストラリア首都特別地域、ダーウィン、メルボルン、パース、シドニー、タスマニア、クイーンズランド |
| ベルギー       | ブリュッセル、フランドル |
| カナダ         | アルバータ州、ブリティッシュコロンビア州、マニトバ州、ニューブランズウィック州、ニューファンドランド・ラブラドール州、ノバスコシア州、オンタリオ州、プリンスエドワード島、ケベック州、サスカチュワン州 |
| クロアチア     | スプリット＝ダルマチア郡、シベニク＝クニン郡 |
| フィンランド   | ヘルシンキ、エスポー、ヴァンター |
| フランス       | オーヴェルニュ＝ローヌ＝アルプ地域圏、ブルゴーニュ＝フランシュ＝コンテ地域圏、ブルターニュ地域圏、サントル＝ヴァル・ド・ロワール地域圏、コルシカ島、グラン・テスト地域圏、オー＝ド＝フランス地域圏、イル＝ド＝フランス地域圏、ノルマンディー地域圏、ヌーヴェル＝アキテーヌ地域圏、オクシタニー地域圏、ペイ・ド・ラ・ロワール地域圏、プロヴァンス＝アルプ＝コート・ダジュール地域圏 |
| ドイツ         | バーデン＝ヴュルテンベルク州、バイエルン州、ベルリン、ブランデンブルク州、ブレーメン州、ハンブルク、ヘッセン州、ニーダーザクセン州、メクレンブルク＝フォアポンメルン州、ラインラント＝プファルツ州、ラインラント＝プファルツ州、ザールラント州、ザクセン州、ザクセン＝アンハルト州、シュレースヴィヒ＝ホルシュタイン州、テューリンゲン州                                           |
| アイルランド   | カーロウ県、キャヴァン県、クレア県、コーク県、ドニゴール県、ダブリン県、ゴールウェイ県、ケリー県、キルデア県、キルケニー県、リーシュ県、リートリム県、リムリック県、ロングフォード県、ラウス県、メイヨー県、ミーズ県、モナハン県、オファリー県、ロスコモン県、スライゴ県、ティペラリー県、ウォーターフォード県、ウェストミーズ県、ウェックスフォード県、ウィックロー県             |
| イタリア       | アブルッツォ州、ヴァッレ・ダオスタ州、プッリャ州、バジリカータ州、カラブリア州、カンパニア州、エミリア＝ロマーニャ州、フリウリ＝ヴェネツィア・ジュリア州、ラツィオ州、リグーリア州、ロンバルディア州、マルケ州、モリーゼ州、ピエモンテ州、サルデーニャ、シチリア、トレンティーノ＝アルト・アディジェ州、トスカーナ州、ウンブリア州                                                 |
| 日本           | 愛知県、千葉県、福岡県、広島県、兵庫県、茨城県、石川県、香川県、神奈川県、京都府、三重県、宮城県、奈良県、大阪府、埼玉県、滋賀県、東京都 |
| マルタ         | マルタ |
| モナコ         | モナコ |
| オランダ       | 北ブラバント州 |
| ノルウェー     | オスロ |
| ポルトガル     | ポルトガル本土 |
| サンマリノ     | サンマリノ |
| スロベニア     | リュブリャナ |
| スペイン       | アンダルシア州、カナリア諸島、カタルーニャ州、マドリード州、バレンシア州、ガリシア州、カスティーリャ・イ・レオン州、バスク州、カスティーリャ・ラ・マンチャ州、ムルシア州、アラゴン州、エストレマドゥーラ州、バレアレス諸島、アストゥリアス州、ナバラ州、カンタブリア州、ラ・リオハ州                                                                                               |
| スウェーデン   | マルメ、スコーネ県、ストックホルム県、ウプサラ県 |
| イギリス       | ジブラルタル、イングランド、北アイルランド、スコットランド、ウェールズ、チャンネル諸島、マン島 |
| アメリカ合衆国 | グアム、プエルトリコ、米領バージン諸島を含む米国50州すべて |